# Іван Тричковський
Іван Тричковський (мак. Иван Тричковски, нар. 18 квітня 1987, Скоп'є) — македонський футболіст, нападник кіпрського клубу АЕК (Ларнака).

## Клубна кар'єра
У дорослому футболі дебютував 2004 року виступами за команду клубу «Вардар», у якій провів три сезони, взявши участь лише у 6 матчах чемпіонату.
Протягом 2007—2008 років захищав кольори команди клубу «Работнічкі».

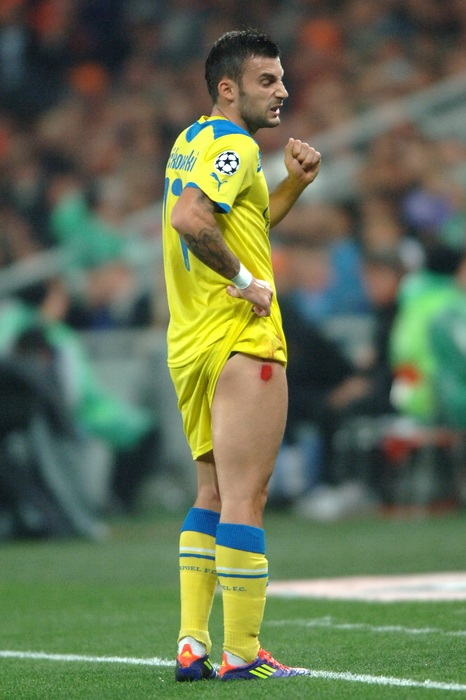
Іван Тричковський у складі АПОЕЛа. 29 вересня 2011 року.

Своєю грою за останню команду привернув увагу представників тренерського штабу сербського клубу «Црвена Звезда», до складу якого приєднався на початку 2008 року . Відіграв за белградську команду півтора сезони своєї ігрової кар'єри.
Протягом 2009—2010 років захищав кольори кіпрського клубу «Еносіс» на правах оренди.
До складу клубу АПОЕЛ приєднався у 2010 році. За два сезони встиг відіграти за нікосійську команду 51 матч в національному чемпіонаті. Більшість часу, проведеного у складі АПОЕЛа, був основним гравцем атакувальної ланки команди. У складі АПОЕЛа був одним з головних бомбардирів команди, маючи середню результативність на рівні 0,33 голу за гру першості.
З 2012 року один сезон захищав кольори команди бельгійського «Брюгге», проте закріпитись не зумів і наступний рік провів в оренді в клубі «Васланд-Беверен».
У сезоні 2014/15 виступав за катарський клуб «Аль-Наср» (Дубай).
Влітку 2015 року став гравцем польської «Легії» і за півроку встиг відіграти за команду з Варшави 11 матчів в національному чемпіонаті, після чого був відданий в оренду в кіпрський клуб АЕК (Ларнака).

## Виступи за збірні
У 2007 році дебютував у складі юнацької збірної Македонії, взяв участь у 9 іграх на юнацькому рівні, відзначившись 5 забитими голами.
Протягом 2009–2010 років залучався до складу молодіжної збірної Македонії. На молодіжному рівні зіграв у 9 офіційних матчах, забив 1 гол.
У 2010 році дебютував в офіційних матчах у складі національної збірної Македонії. Провів у формі головної команди країни 65 матчів, забивши 7 голів.

## Титули і досягнення
- Чемпіон Кіпру (1):

АПОЕЛ: 2010-11
- Володар Суперкубка Кіпру (2):

АПОЕЛ: 2011
АЕК: 2018
- Володар Кубка Президента ОАЕ (1):

«Ан-Наср»: 2014-15
- Володар Кубка Ліги ОАЕ (1):

«Ан-Наср»: 2014-15
- Володар Кубка Кіпру (1):

АЕК: 2017-18
- Найкращий бомбардир Чемпіонату Кіпру (3):

АЕК: 2018-19, 2019-20, 2021-22